# Britt Ekland
Britt Ekland, ursprungligen Britt-Marie Eklund, född 6 oktober 1942 i Engelbrekts församling i Stockholm, är en svensk skådespelare och författare. Hon är mest känd för sina roller som Bondbruden Mary Goodnight i Mannen med den gyllene pistolen, och i brittiska kultskräckfilmen Dödlig skörd, liksom sitt äktenskap med skådespelaren Peter Sellers. Hon är sedan länge bosatt i Los Angeles, USA.

## Biografi
Britt Ekland är dotter till direktör Sven A. Eklund, under en period Svenska Curlingförbundets ordförande, och Maj-Britt Eklund, ogift Löwgren. Hon studerade vid Calle Flygare Teaterskola. Efter studierna engagerades hon av Povel Ramel för att medverka i hans Knäppupprevyer. På 1960-talet medverkade hon i filmer tillsammans med dåvarande maken Peter Sellers. Internationellt blev hon mest känd som Bondbrud i filmen Mannen med den gyllene pistolen (1974). Hon har medverkat i mer än 40 internationella filmer.
Hon släppte även singelskivan Do It to Me (Once More with Feeling) (1979). Hon var programledare för Bara med Britt i TV4 1992 och medverkade i 2007/2008 års upplaga av Stjärnorna på slottet. År 2012 medverkade hon även i realityshowen Svenska Hollywoodfruar tillsammans med Maria Montazami, Gunilla Persson och Siv Cotton.
Ekland tävlade i Let's Dance 2018 där hon kom på elfte plats.
Hon talar flytande italienska, tyska och engelska samt lite spanska.[källa behövs]

## Privatliv

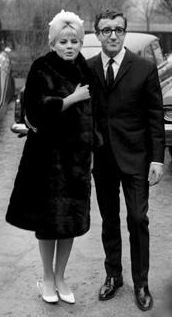
Britt Ekland och Peter Sellers, 1964.

Hon var gift första gången från 19 februari 1964 till 1968 med Peter Sellers och andra gången från 20 mars 1984 till 2003 med Slim Jim Phantom. I första äktenskapet föddes dottern Victoria Sellers och i andra äktenskapet sonen Thomas Jefferson 1988. Vidare har hon sonen Nicolaj, född 1973, med Lou Adler som hon sammanlevde med på 1970-talet. Hon har även varit sammanboende med Rod Stewart.

## Filmografi (i urval)
- 1963 – Kort är sommaren
- 1963 – Det är hos mig han har varit
- 1963 – Kärlek i Stockholm
- 1963 – Lyckodrömmen
- 1966 – After the fox
- 1967 – Dubbelgångaren
- 1967 – The Bobo
- 1971 – Ta fast Carter!
- 1972 – Endless Night
- 1973 – Dödlig skörd
- 1974 – Mannen med den gyllene pistolen
- 1978 – Slavers
- 1979 – Skeppsredaren
- 1980 – The Hostage Tower (TV)
- 1981 – Valley of the dolls (TV)
- 1983 – Erotic Images
- 1992 – Bara med Britt (TV)
- 1994 – Helt hysteriskt (TV-serie)
- 2007 – Stjärnorna på slottet (TV)
- 2013 – Svenska Hollywoodfruar (TV)
- 2014 – The Eklands
- 2018 – Let’s Dance 2018 (TV)

## Teater

### Roller
| År   | Roll        | Produktion           | Regi           | Teater             |
| 1962 | Medverkande | Dax igen Povel Ramel | Herman Ahlsell | Idéonteatern Turné |